# سالواتور بونیلو
سالواتور بونیلو (ایتالیایی: Salvatore Boniello؛ ۱۸ فوریه ۱۹۲۸ – ۲۵ اکتبر ۲۰۱۰) خبرنگار تاریخ‌نگار، گویش‌شناس و آموزگار اهل ایتالیا بود.
او روزنامه‌نگار و خبرنگار چندین روزنامه ملی (Il Tempo و Il Mattino) و محلی (Altirpinia) بود.